# Fiat 682 RN
Der Fiat 682 RN war ein Reisebus, den die Bussparte von Fiat V.I., eine Niederlassung des italienischen Fiat-Konzerns, herstellte. In dem Kürzel RN steht das R für ribassato (dt. abgesenkt), weil das vom entsprechenden Lkw abgeleitete Original-Chassis tiefergelegt wurde, um den Fahrgastzugang zu erleichtern, und das N für nafta (dt. Diesel) für den Kraftstoff.

## Geschichte
Der Fiat 682 RN  wurde 1954 auf den Markt gebracht, um den Fiat 680 RN zu ersetzen. Das Fahrgestell dieses Reisebusses war von einem Lastwagen-Chassis  abgeleitet. Der Motor saß im vorderen Teil des Fahrzeugs. Diese Position des Motors war in dem als Frontlenker ausgelegten Bus für Fahrer und Fahrgäste ungünstig.
Der Fiat 682 RN mit einer in Italien genormten Länge von 10 Metern hatte den gleichen Motor wie der Lastwagen, den 6-Zylinder-Motor Fiat 203 mit einem Hubraum von 10.676 cm³ und einer Leistung von 150 PS (110 kW). Das maximale Drehmoment wurde bei 900 Umdrehungen pro Minute erreicht. Dieser Motor erwies sich als sehr robust, zuverlässig und kraftstoffsparend. Der Fahrerplatz war auf der rechten Seite, wie es die damalige italienische Straßenverkehrsordnung vorschrieb.
Den Fiat 682 RN gab es in zwei Baureihen: den 682 RN und 1956 den 682 RN 2, bei dem, wie in Italien üblich, das Basismodell Fiat Cansa von Versionen der Aufbauhersteller Barbi, Bianchi, Dalla Via, Menarini, Orlandi und Viberti ergänzt wird. Viberti baute die Vorort-Überland-Versionen mit 51 Sitzen oder GT mit 47 Sitzen.
Die Produktion des Fiat 682 RN wurde 1957 eingestellt. Er wurde durch den moderneren Fiat 306 ersetzt, der 1956 entsprechend der neuen Straßenverkehrsordnung mit dem Lenkrad auf der linken Seite auf den Markt kam. Viele 682 RN wurden noch viele Jahre in Afrika und in den Ländern des Ostens gefahren.

## Gelenkversion
Eine spezielle Gelenkversion für Überlandlinien stellte Viberti aus Turin her, den CV 10. Eine Kopie wird von der Transportgesellschaft SAITA aus Udine aufbewahrt.